# 2436 Hatshepsut
2436 Hatshepsut este un asteroid din centura principală, descoperit pe 24 septembrie 1960, de PLS.